# 인도늑대
인도늑대는 남아시아에 분포하는 회색늑대의 아종. 주로 초원이나 사막같은 건조지대 및 산악지대에 서식한다.